# 土佐光則

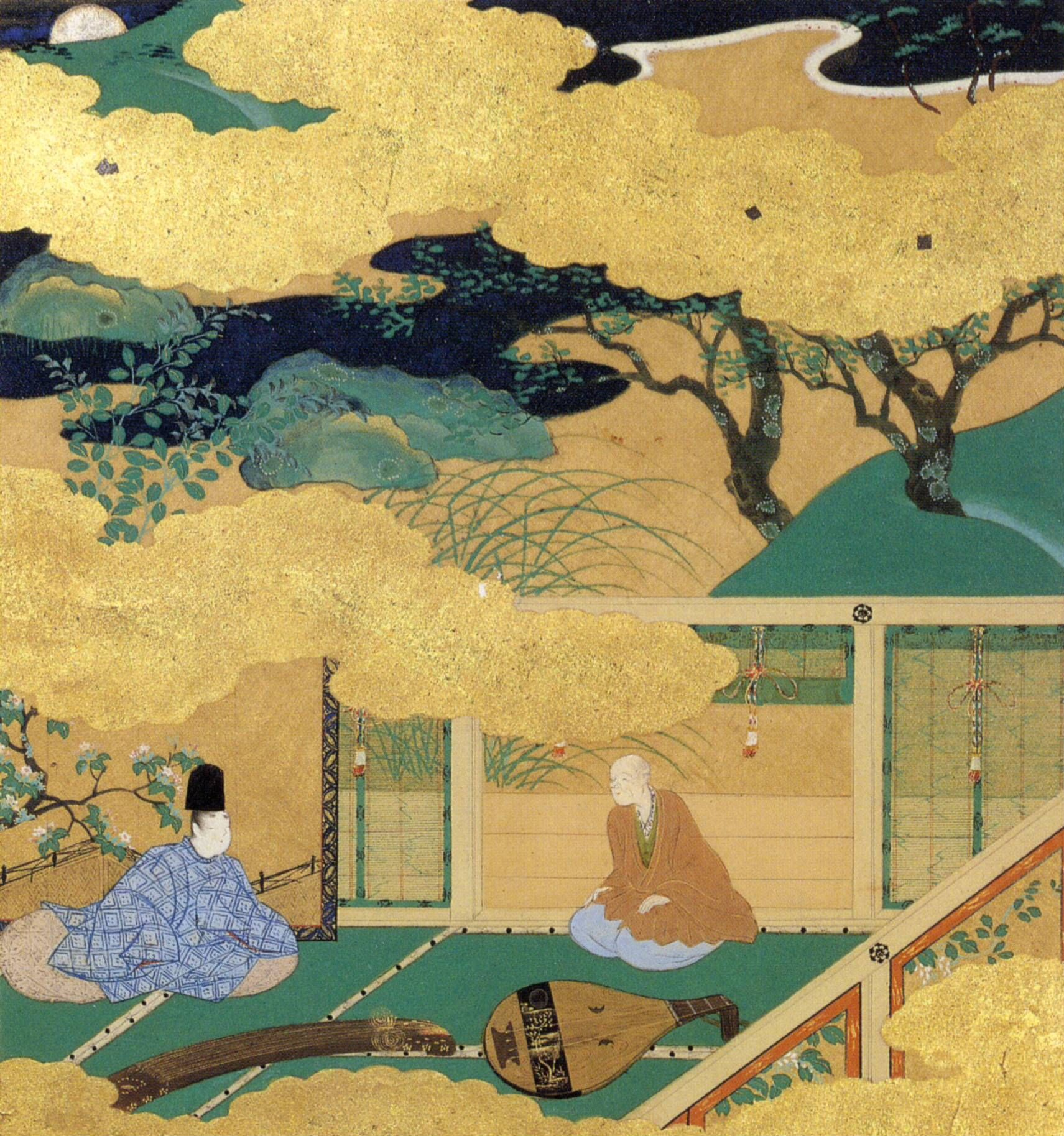
源氏物語より

土佐 光則（とさ みつのり、天正11年（1583年） - 寛永15年1月16日（1638年3月1日））は、安土桃山時代 - 江戸時代初期、大和絵の土佐派の絵師。源左衛門尉、あるいは右近と称した。土佐光吉の子供、あるいは弟子。住吉如慶は弟とも、門人とも言われる。土佐光起の父。
光吉の時代から堺に移り活躍する一方、正月に仙洞御所へしばしば扇絵を献上したが、官位を得るまでには至らなかったようだ。寛永6年（1629年）から11年（1634年）には、狩野山楽、山雪、探幽、安信といった狩野派を代表する絵師たちに混じって「当麻寺縁起絵巻」（個人蔵）の制作に参加している。晩年の52歳頃、息子の土佐光起を伴って京都に戻った。
極めて発色の良い絵の具を用いた金地濃彩の小作品が多く、土佐派の伝統を守り、描写の繊細さ、色彩の繊細さにおいて巧みであった。こうした細密描写には、当時堺を通じて南蛮貿易でもたらされたレンズを使用していたとも言われる。墓所は京都市知恩寺。

## 代表作
| 作品名           | 技法         | 形状・員数       | 寸法（縦x横cm） | 所有者               | 年代 | 落款・印章               | 備考                                           |
| ---------------- | ------------ | ---------------- | --------------- | -------------------- | ---- | ------------------------ | ---------------------------------------------- |
| 源氏物語画帖     | 紙本著色     | 1帖絵詞各60図    |                 | 徳川黎明会           |      |                          |                                                |
| 源氏物語画帖     | 紙本著色     | 1帖54図          | 14.0x13.5（各） | 法人                 |      | 絵の裏に「土佐光則」墨印 |                                                |
| 雑画帖           | 紙本著色     | 2帖全32図        | 13.5x13.3（各） | 東京国立博物館       |      |                          |                                                |
| 鷹図屏風         | 紙本著色     | 六曲一双         |                 | 弘前市立博物館       |      |                          | 弘前城御殿で使用された                         |
| 源氏物語図屏風   | 紙本墨画淡彩 | 六曲一双貼付54図 |                 | 東京国立博物館       |      |                          | 伝土佐光則                                     |
| 源氏物語図屏風   |              |                  |                 | 個人                 |      |                          | 伝土佐光則                                     |
| 鴨夕涼図巻       | 紙本著色     | 1巻              |                 | 個人                 |      |                          | 伝土佐光則                                     |
| 白描源氏物語画帖 | 紙本墨画     | 2帖60図          | 13.5x13.0       | メトロポリタン美術館 |      |                          | メアリー・グリックス・バーク・コレクション旧蔵 |
| 白描源氏物語画帖 | 紙本墨画     | 60図             | 24.7x20.3       | フリーア美術館       |      |                          |                                                |

## 参考資料
- 佐々木丞平編『日本の美術 江戸絵画Ⅰ（前期）』 至文堂、1983年
- 『週刊朝日百科 世界の美術124 江戸時代前期の絵画Ⅰ』 朝日新聞社、1980年
- 展覧会図録『土佐派の絵画』 サントリー美術館、1982年
- 小林忠解説『土佐光則絵手鑑』フジアート出版、1972年